# Садки (Ахтырский район)
Садки (укр. Садки) — село,
Олешнянский сельский совет,
Ахтырский район,
Сумская область,
Украина.
Код КОАТУУ — 5920386307. Население по переписи 2001 года составляет 17 человек .

## Географическое положение
Село Садки находится на левом берегу реки Олешня,
выше по течению на расстоянии в 1,5 км расположено село Олешня,
ниже по течению примыкает село Комаровка,
на противоположном берегу — сёла Лысое и Горяйстовка.
Рядом проходит железнодорожная ветка.